# BORA-hansgrohe/2020
Deze pagina geeft een overzicht van de BORA-hansgrohe UCI World Tour wielerploeg in 2020.

## Algemeen
Algemeen manager: Ralph Denk
Teammanager: Enrico Poitschke
Ploegleiders: Helmut Dollinger, Jean-Pierre Heynderickx, Christian Pömer, Steffen Radochla, Christian Schrot, André Schulze, Sylwester Szmyd, Ján Valach, Hendrik Werner, Jens Zemke
Fietsmerk: Specialized

## Renners
| Naam                  | Geboortedatum | Nationaliteit | Ploeg 2019             |
| --------------------- | ------------- | ------------- | ---------------------- |
| Pascal Ackermann      | 17-01-1994    | Duitsland     |                        |
| Erik Baška            | 12-01-1994    | Slowakije     |                        |
| Cesare Benedetti      | 03-08-1987    | Italië        |                        |
| Maciej Bodnar         | 07-03-1985    | Polen         |                        |
| Emanuel Buchmann      | 18-11-1992    | Duitsland     |                        |
| Marcus Burghardt      | 30-06-1983    | Duitsland     |                        |
| Jempy Drucker         | 03-09-1986    | Luxemburg     |                        |
| Matteo Fabbro         | 10-04-1995    | Italië        | Team Katjoesja Alpecin |
| Patrick Gamper        | 18-02-1997    | Oostenrijk    | Tirol Cycling Team     |
| Oscar Gatto           | 01-01-1985    | Italië        |                        |
| Felix Großschartner   | 23-12-1993    | Oostenrijk    |                        |
| Lennard Kämna         | 09-09-1996    | Duitsland     | Team Sunweb            |
| Patrick Konrad        | 13-10-1991    | Oostenrijk    |                        |
| Martin Laas           | 15-09-1993    | Estland       | Team Illuminate        |
| Rafał Majka           | 12-09-1989    | Polen         |                        |
| Jay McCarthy          | 08-09-1992    | Australië     |                        |
| Gregor Mühlberger     | 04-04-1994    | Oostenrijk    |                        |
| Daniel Oss            | 13-01-1987    | Italië        |                        |
| Paweł Poljański       | 05-06-1990    | Polen         |                        |
| Lukas Pöstlberger     | 10-02-1992    | Oostenrijk    |                        |
| Juraj Sagan           | 23-12-1988    | Slowakije     |                        |
| Peter Sagan           | 26-01-1990    | Slowakije     |                        |
| Maximilian Schachmann | 09-01-1994    | Duitsland     |                        |
| Ide Schelling         | 06-02-1998    | Nederland     | SEG Racing             |
| Andreas Schillinger   | 13-07-1983    | Duitsland     |                        |
| Michael Schwarzmann   | 07-01-1991    | Duitsland     |                        |
| Rüdiger Selig         | 19-02-1989    | Duitsland     |                        |

### Vertrokken
| Naam                | Geboortedatum | Nationaliteit | Ploeg 2020            |
| ------------------- | ------------- | ------------- | --------------------- |
| Shane Archbold      | 02-02-1989    | Nieuw-Zeeland | Deceuninck–Quick-Step |
| Sam Bennett         | 16-10-1990    | Ierland       | Deceuninck–Quick-Step |
| Davide Formolo      | 25-10-1992    | Italië        | UAE Team Emirates     |
| Leopold König       | 15-11-1987    | Tsjechië      | gestopt               |
| Christoph Pfingsten | 20-11-1987    | Duitsland     | Jumbo-Visma           |

## Overwinningen
| Nationale kampioenschappen wielrennen Slowakije - wegwedstrijd: Juraj Sagan Challenge Mallorca Trofeo Serra de Tramuntana: Emanuel Buchmann Clásica de Almería Pascal Ackermann Ronde van de Verenigde Arabische Emiraten 1e etappe: Pascal Ackermann Parijs-Nice 1e etappe: Maximilian Schachmann Eindklassement: Maximilian Schachmann Sibiu Cycling Tour 1e etappe: Gregor Mühlberger 2e etappe: Pascal Ackermann etappe 3a: Gregor Mühlberger etappe 3b: Pascal Ackermann Eindklassement Gregor Mühlberger | Ronde van Burgos 1e etappe: Felix Großschartner Critérium du Dauphiné 4e etappe: Lennard Kämna Tirreno-Adriatico 1e etappe: Pascal Ackermann 2e etappe: Pascal Ackermann Puntenklassement: Pascal Ackermann Ronde van Frankrijk 16e etappe: Lennard Kämna Ronde van Slowakije 1e etappe: Martin Laas 3e etappe: Martin Laas Ronde van Italië 10 etappe: Peter Sagan Ronde van Spanje 9e etappe: Pascal Ackermann 18e etappe: Pascal Ackermann |  |

2010 · 2011 · 2012 · 2013 · 2014 · 2015 · 2016 · 2017 · 2018 · 2019 · 2020 · 2021 · 2022 · 2023 · 2024 · 2025
AG2R-La Mondiale · Astana Pro Team · Bahrain McLaren · BORA-hansgrohe · CCC Team ·  Cofidis, Solutions Crédits · Deceuninck–Quick-Step · EF Education First · Groupama-FDJ · Israel Start-Up Nation · Lotto Soudal · Mitchelton-Scott · Movistar Team ·  NTT Pro Cycling · Team INEOS · Team Jumbo-Visma · Team Sunweb · Trek-Segafredo · UAE Team Emirates